# Enlèvement de Kaarlo Juho Ståhlberg

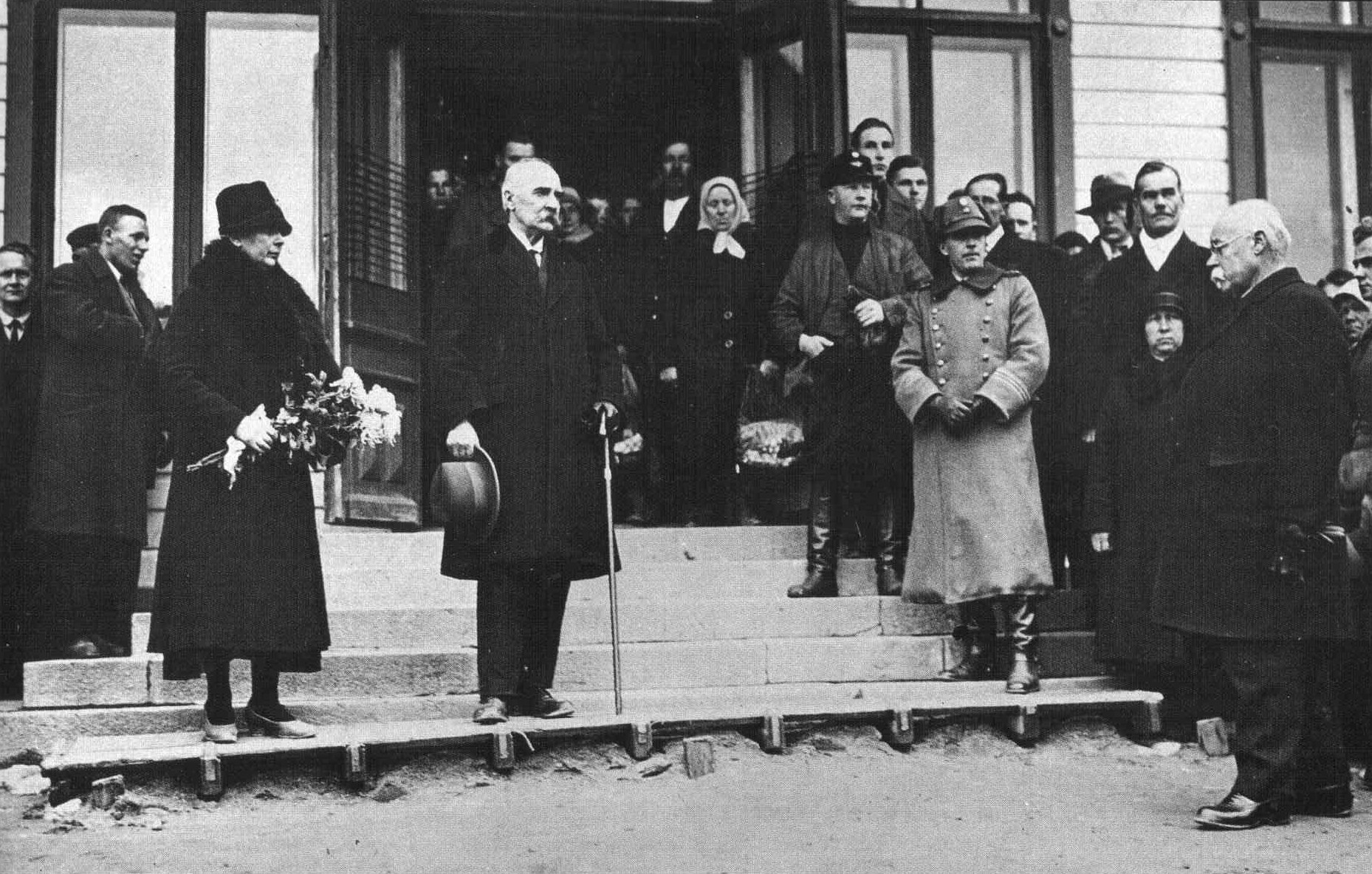
Kaarlo Juho et Ester Ståhlberg à la gare de Joensuu le 15 octobre 1930, après avoir été kidnappés à Helsinki et emmenés en voiture à Joensuu dans l'est de la Finlande.

L’enlèvement de Kaarlo Juho Ståhlberg est un événement survenu le 14 octobre 1930 vers 9 heures EET au cours duquel l'ancien et premier président de la Finlande Kaarlo Juho Ståhlberg et sa femme Ester Ståhlberg (en) ont été enlevés à leur domicile à Kulosaari, Helsinki, en Finlande, par des membres du mouvement de Lapua.

## Enlèvement
L'enlèvement a été dirigé par un ancien général blanc du nom de Kurt Martti Wallenius. Des menaces d'exécution ont été émises lorsque les demandes des Lapuans n'ont pas été satisfaites, mais Wallenius et ses hommes de main étaient trop incompétents pour gérer l'enlèvement et trop hésitants pour mettre à exécution leur menace de meurtre. Le public finlandais était à la fois honteux et horrifié par cet acte d'anarchie inutile, et une réaction défavorable générale contre les Lapuans a considérablement érodé leur soutien populaire déjà en baisse. En plus de cela, l'enlèvement a été décisif pour forcer l'élection de Pehr Evind Svinhufvud à la présidence contre Ståhlberg en février 1931. Après l'enlèvement, les Lapuans ont menacé d'assassiner Ståhlberg.

## Réactions
L'enlèvement de Ståhlberg a également été largement couvert dans les journaux étrangers. Les journaux suédois notamment ont écrit sur le sujet. En Suède, la nouvelle a même provoqué un léger scandale de politique étrangère. Lorsque Dagens Nyheter a écrit que de telles nouvelles devaient provenir du Mexique ou de l'une des "républiques nègres" et non d'un État culturel d'Europe occidentale, l'envoyé mexicain a protesté avec véhémence. L'ambassadeur a rappelé que le Mexique est un État culturel et ne doit pas être assimilé à un pays comme la Finlande.